# Fresnay-l'Évêque
Fresnay-l'Évêque és un municipi francès, situat al departament de l'Eure i Loir i a la regió de Centre – Vall del Loira. L'any 2007 tenia 646 habitants.

## Demografia

### Població
El 2007 la població de fet de Fresnay-l'Évêque era de 646 persones. Hi havia 244 famílies, de les quals 63 eren unipersonals (39 homes vivint sols i 24 dones vivint soles), 71 parelles sense fills, 98 parelles amb fills i 12 famílies monoparentals amb fills.
La població ha evolucionat segons el següent gràfic:
Habitants censats

### Habitatges
El 2007 hi havia 293 habitatges, 246 eren l'habitatge principal de la família, 22 eren segones residències i 25 estaven desocupats. 287 eren cases i 6 eren apartaments. Dels 246 habitatges principals, 210 estaven ocupats pels seus propietaris, 32 estaven llogats i ocupats pels llogaters i 3 estaven cedits a títol gratuït; 9 tenien dues cambres, 42 en tenien tres, 67 en tenien quatre i 128 en tenien cinc o més. 210 habitatges disposaven pel capbaix d'una plaça de pàrquing. A 110 habitatges hi havia un automòbil i a 118 n'hi havia dos o més.

### Piràmide de població
La piràmide de població per edats i sexe el 2009 era:
| Homes | Edats   | Dones |
| ----- | ------- | ----- |
| 0     | 95 o +  | 0     |
| 4     | 90 a 94 | 0     |
| 4     | 85 a 89 | 8     |
| 0     | 80 a 84 | 12    |
| 20    | 75 a 79 | 20    |
| 8     | 70 a 74 | 8     |
| 16    | 65 a 69 | 4     |
| 16    | 60 a 64 | 12    |
| 12    | 55 a 59 | 4     |
| 28    | 50 a 54 | 8     |
| 16    | 45 a 49 | 32    |
| 24    | 40 a 44 | 16    |
| 24    | 35 a 39 | 24    |
| 12    | 30 a 34 | 16    |
| 8     | 25 a 29 | 0     |
| 12    | 20 a 24 | 16    |
| 32    | 15 a 19 | 20    |
| 12    | 10 a 14 | 16    |
| 4     | 5 a 9   | 20    |
| 8     | 0 a 4   | 16    |

## Economia
El 2007 la població en edat de treballar era de 415 persones, 338 eren actives i 77 eren inactives. De les 338 persones actives 324 estaven ocupades (183 homes i 141 dones) i 15 estaven aturades (3 homes i 12 dones). De les 77 persones inactives 24 estaven jubilades, 31 estaven estudiant i 22 estaven classificades com a «altres inactius».

### Ingressos
El 2009 a Fresnay-l'Évêque hi havia 265 unitats fiscals que integraven 719,5 persones, la mediana anual d'ingressos fiscals per persona era de 18.080 €.

### Activitats econòmiques
Dels 33 establiments que hi havia el 2007, 3 eren d'empreses extractives, 2 d'empreses de construcció, 13 d'empreses de comerç i reparació d'automòbils, 2 d'empreses de transport, 2 d'empreses d'hostatgeria i restauració, 1 d'una empresa d'informació i comunicació, 1 d'una empresa financera, 3 d'empreses immobiliàries, 5 d'empreses de serveis i 1 d'una entitat de l'administració pública.
Dels 7 establiments de servei als particulars que hi havia el 2009, 1 era una oficina de correu, 1 una oficina bancària, 1 taller de reparació d'automòbils i de material agrícola, 2 fusteries i 2 restaurants.
L'únic establiment comercial que hi havia el 2009 era una botiga de menys de 120 m².
L'any 2000 a Fresnay-l'Évêque hi havia 22 explotacions agrícoles que ocupaven un total de 2.489 hectàrees.

## Poblacions més properes
El següent diagrama mostra les poblacions més properes.